# Collodes rostratus
Collodes rostratus is een krabbensoort uit de familie van de Inachoididae. De wetenschappelijke naam van de soort werd in 1879 voor het eerst geldig gepubliceerd door Alphonse Milne-Edwards.